# Opisthocystis bilobata
Opisthocystis bilobata är en plattmaskart som först beskrevs av Nasonov 1935, och fick sitt nu gällande namn av Tor Karling 1956. Opisthocystis bilobata ingår i släktet Opisthocystis och familjen Polycystididae. Inga underarter finns listade i Catalogue of Life.